# Ekova
Ekova sono stati un trio musicale di world music attivo in Francia tra la fine degli anni '90 e i primi anni del 2000.   

## Storia
Il gruppo era frutto dall'incontro  nell'ambiente cosmopolita di Parigi di tre musicisti dai simili riferimenti musicali ma dalle diverse tradizioni culturali: la cantante americana Dierdre Dubois, il suonatore di oud franco-algerino Mehdi Haddab e il percussionista iraniano Arash Khalatbari.  
Il nome, dato al gruppo dalla cantante Dierdre Dubois, nasceva dalla fusione della parola eco e del suffisso femminile ova «ma non ha un vero e proprio significato, è solo un bel suono, volevo usare una parola che non avevo mai udito prima.» Le originali vocalizzazioni della cantante utilizzavano spesso sillabazioni non-sense, mostrando il medesimo sperimentalismo linguistico/artistico presente nella denominazione del gruppo.  
Il gruppo ha prodotto tre CD in cui confluivano riferimenti alla musica celtica, nord-africana e persiana su una base di musica elettronica. Da essi sono stati estratti numerosi brani singoli confluiti  anche in varie compilation  spesso remixate da altri musicisti.
Ekova ha ottenuto un buon riscontro da parte della critica musicale, che li ha definiti "un gruppo che estende I confini della world music verso nuovi perimetri" identificando la loro produzione musicale come "musica folk di un futuro tecno-globale"

## Formazione
- Dierdre Dubois – voce, violoncello, chitarra (1997-2003)
- Mehdi Haddab – oud, liuto [Guembri], percussioni, violoncello, Kalimba (1997-2003)
- Arash Khalatbari – percussioni, voce, clarinetto (1997-2003)
- Cyrille Dufay – programmazione musicale (1998-2000)
- Hermione –  deejay, sampler (2002)[6]

## Discografia

### Album
- 1998 – Heaven's Dust (Sony Classical)
- 1999 – Soft Breeze & Tsunami Breaks (Sony Music)
- 2000 – Space Lullabies and Other Fantasmagore (Six Degrees Records)

### Singoli ed EP
- 1997 – Speaking To The Brook (Atmosphériques)
- 1998 – Starlight In Daden (Sony Classical)
- 1999 – Soft Breeze & Tsunami Breaks (Sony Classical)
- 2000 – Heaven's Dust (Remixes) (Six Degrees Records)
- 2000 – Siip Siie (Sony Music Entertainment France)
- 2001 – Dyonisos Spell (Epic)